# YF-77
YF-77是中华人民共和国研发的一款液体火箭发动机，用於长征五号系列火箭芯一级，发动机燃料为液氧和液氢，采用燃气发生器循环。2001年12月批准立项，由北京航天动力研究所研制，2016年11月3日投入使用，在长征五号上成功进行首次飞行。
相较于过去发展的YF-73和YF-75，YF-77是中国研制的第一种大推力氢氧发动机。

## 历史
1995年，中国开展新一代运载火箭方案论证以及液氧煤油与氢氧两种大推力火箭发动机关键技术研究。在大推力氢氧发动机关键技术攻关阶段，科研人员也跟踪关注了当时国际上最先进的氢氧分级燃烧循环技术，开展了Da-76发动机的预研，Da-76发动机采用接近于日本LE-7发动机的分级燃烧循环方案，设计真空推力50吨，最终全系统验证未能成功。科研人员认为虽然采用分级燃烧循环的LE-7发动机比冲有所提高，但研制过程较为困难，且在飞行试验成功后又要进行简化设计等改进工作以降低成本，加之受欧洲火神发动机和美国RS-68发动机研制过程的影响，转而发展采用燃气发生器循环的大推力氢氧发动机。
2001年12月，原国防科工委、财政部联合批准“50吨级液氢液氧发动机专项工程”立项。2004年6月18日完成首次全系统试验。2006年1月15日200秒热试车成功。2006年8月3日首次500秒长程试车成功。然而从2007年研制工作遭遇重大技术障碍，连续4次试验推力室出现结构破坏，经过一系列技术攻关后，2009年12月，发动机转入试样研制阶段。2012年8月17日500秒长程热试车成功，确定了长征五号火箭首飞发动技术状态。

## 设计
YF-77发动机采用燃气发生器循环，泵压式供应系统，地面一次启动。采用单台富氧燃气发生器，燃气并联驱动氢氧涡轮。推力室为同轴直流喷嘴，身部为再生冷却，喷管延伸段为排放冷却。燃烧装置采用火药点火器点火，火药启动器起旋涡轮泵。长征五号运载火箭芯一级由两台独立工作的单机通过双机机架并联构成，具备双向摇摆能力，除控制系统为双机共用外，每台单机各有推进剂供应系统、燃气系统、点火启动系统、增压与伺服机构用气供应系统、遥测系统等五个分系统。

## 技术参数[1]
- 发动机主要设计性能指标
  - 真空推力：2x700千牛頓（160,000英磅力）
  - 真空比冲：4,197每秒（428.0秒）
  - 发动机混合比：5.5
  - 推力室室压：10.1帕斯卡（1,460磅力每平方英寸）
  - 双机质量：2,750（6,060英磅）
  - 喷管面积比：49
  - 外廊尺寸：4,200（170英寸）x5,000（200英寸）
  - 工作时间：520秒（8.7分鐘）
  - 设计可靠性：0.999
- 推力室设计参数
  - 推力室室压：10.2帕斯卡（1,480磅力每平方英寸）
  - 推力室混合比：6.4
  - 喷管面积比：49
  - 排放冷却流量：5%
- 燃气发生器设计参数
  - 室压：7.5帕斯卡（1,090磅力每平方英寸）
  - 混合比：0.9
  - 燃气温度：900 K（627 °C；1,160 °F）
- 氢涡轮泵设计参数
  - 泵出口压力：16.5帕斯卡（2,390磅力每平方英寸）
  - 泵效率：0.75
  - 轴承DN值：2.1x106mm·r/min
  - 转速：35,000r/min
  - 涡轮压比：15.5
  - 涡轮效率：0.52
- 氧涡轮泵设计参数
  - 泵出口压力：14帕斯卡（2,000磅力每平方英寸）
  - 泵效率：0.74
  - 转速：18,000r/min
  - 涡轮压比：14
  - 涡轮效率：0.35